# Luis Nicolau
Luis Nicolau Fort (Barcelona, 1887-La Quart, 1939) fue un militante anarquista español.

## Biografía
Nacido en Barcelona, participó junto con Pedro Mateu y Ramon Casanellas en el atentado que costó la vida al presidente del gobierno español Eduardo Dato en Madrid el 8 de marzo de 1921, cometido como represalia por haber dado carta blanca al gobernador civil de Barcelona Severiano Martínez Anido en la persecución de sindicalistas en Barcelona y particularmente como venganza por el asesinato de Francesc Layret. Luis Nicolau fue quien disparó a Eduardo Dato desde la silla trasera de la moto.
Una vez escapado de Madrid con su compañera Lucía Forns, se escondió en Barcelona en la casa de Amor Archs, de donde iría hacia la Escala y de ahí a Port-Vendres, para establecerse definitivamente en Berlín. Fue detenido por las autoridades alemanas en septiembre de 1921, y fue entregado a las autoridades españolas con la condición de que no lo condenaran a muerte. La entrega de Luis Nicolau y Lucía Joaquina (su acompañante "La Rubia") llegaron a Madrid el 23 de febrero de 1922 procedentes de Alemania, donde se había desatado un gran debate por la oposición de los socialistas e independientes a la deportación ya que consideraban que por un lado el responsable era Ramon Casanellas y por otro que se trataba de un crimen político y por ello no entraba en los tratados. 
El Gobierno alemán, sin embargo, se justificó afirmando que, pese a estar excluidos los crímenes políticos de los tratados de extradición, en el caso de Nicolau era «un crimen relacionado con una serie de actos de terrorismo sindicalista».Fue juzgado y condenado a muerte el 11 de octubre de 1923, pero la pena le fue conmutada por cadena perpetua en 1924 y fue enviado al Penal de El Dueso. Salió en libertad con la amnistía de la Segunda República y se estableció en Gironella. Fue militante de la Federación Anarquista Ibérica (FAI). Murió en pleno éxodo republicano en las postrimerías de la guerra civil española: fue fusilado con otros en el municipio barcelonés de La Quart.